# 13222 Ichikawakazuo
13222 Ichikawakazuo este un asteroid din centura principală de asteroizi.

## Descriere
13222 Ichikawakazuo este un asteroid din centura principală de asteroizi. A fost descoperit pe 27 iulie 1997 la Nanyo de Tomimaru Okuni. Asteroidul prezintă o orbită caracterizată de o semiaxă mare de 2,73 ua, o excentricitate de 0,06 și o înclinație de 9,5° în raport cu ecliptica.